# تيميا باشينسكي
تيميا باشينسكي (بالفرنسية: Timea Bacsinszky) مواليد 8 يونيو 1989 في لوزان، سويسرا. هي لاعبة كرة مضرب سويسرية مُحترفة.

## روابط خارجية
- تيميا باشينسكي على موقع رابطة محترفات التنس (الإنجليزية)
- تيميا باشينسكي على موقع الاتحاد الدولي لكرة المضرب (الإنجليزية)
- تيميا باشينسكي على موقع كأس بيلي جين كينغ (الإنجليزية)
- تيميا باشينسكي على موقع بطولة ويمبلدون (الإنجليزية)
- تيميا باشينسكي على موقع خلاصة التنس.كوم (الإنجليزية)
- تيميا باشينسكي على موقع إي إس بي إن.كوم (الإنجليزية)
- تيميا باشينسكي على موقع اللجنة الأولمبية الدولية (الإنجليزية)
- تيميا باشينسكي على موقع أوليمبيديا (الإنجليزية)